# Shutterstock
Shutterstock es un repertorio estadounidense de fotografía, vídeo, música; y proveedor de herramientas de edición. Su sede está ubicada en la Ciudad de Nueva York. Fue fundado en 2003 por el programador y fotógrafo Jon Oringer. Actualmente Shutterstock mantiene una biblioteca de alrededor 125 millones de fotos con licencia libre de regalías, gráfico vectorial, e ilustraciones, alrededor de 4 millones de vídeo clips y pistas de música disponibles para licencia. En sus inicios se trataba únicamente de un sitio de suscripción; en 2008 Shutterstock cambió sus servicios por precios a la carta. Ha sido públicamente cotizado en la Bolsa de Nueva York desde 2012. Desde su fundación Shutterstock ha adquirido una cantidad considerable de compañías; empezando con Bigstock en 2009 y seguidos por el software de administración de ventaja digital, WebDAM, en 2014. Después de adquirir Rex Features y PremiumBeat en 2015, Shutterstock anunció su asociación con Associated Press. También tiene acuerdos de licencia con compañías tales como Penske Media Corporation. A partir de marzo de 2016, la compañía tuvo más de 100.000 contribuyentes con una "base de clientes activa, de 1,4 millones de personas en 150 países".

## Historia

### Fundación y primeros años (2003-2011)
Shutterstock fue fundado en 2003 por un empresario estadounidense y programador, Jon Oringer. Creando su propio mercado on-line, Oringer inicialmente subió 30,000 archivos de su propio repertorio fotográfico y estableció la disponibilidad de las mismas mediante la suscripción, con un número ilimitado de descargas y un pago inicial al mes de un coste de USD $49. Cuando la demanda superó su suministro de fotos, se convirtió en un agente y empezó a contratar colaboradores adicionales. Se convertiría en uno de los pioneros en el modelo de negocio de fotografía de microstock basado en suscripciones. A partir del 2006, Shutterstock se declararía "la mayor agencia de fotos de archivo por suscripción en el mundo", con 570,000 de imágenes en su colección. Ese mismo año, Shutterstock expandiría su repertorio hacia las películas con el lanzamiento de Shutterstock Footage, y en el 2007, la compañía alcanzaría los 1.8 millones de fotos. Socios de Aventura de la idea invirtió en la compañía ese mismo año. En agosto de 2008, Shutterstock abrió las puertas a un nuevo servicio "On Demand" (bajo demanda), el cual eliminaba los límites diarios de descarga.
El 23 de septiembre del 2009, Shutterstock anunció la adquisición de Bigstock, una agencia de fotografía de microstock basada en crédito. Fast Company declaró: "Shutterstock está en un campo competitivo junto a Getty, cuyo iStockPhoto también está basada en crédito". Jon Oringer, CEO de Shutterstock, declaró que esta adquisición "permitiría a Shutterstock satisfacer mejor las diversas preferencias de pago de los compradores de fotografías en todo el mundo". A inicios del 2010, Shutterstock tuvo 11 millones de imágenes libres de regalías. En febrero de 2011, Shutterstock anunció una asociación de dos años con el American Institute of Graphic Arts o Instituto americano de Artes Gráficas (AIGA) para proporcionar inspiración creativa a sus miembros. En 2011, la compañía declaró haber licenciado más imágenes que "cualquier otra marca en todo el mundo". En noviembre del mismo año, Shutterstock lanzó Shutterstock para iPad, una aplicación gratis para móvil.

### Adquisiciones y IPO (2012-2013)
En febrero del 2012, Shutterstock obtuvo la cifra de 200 millones de descargas de imágenes autorizadas. En abril del mismo año, la compañía llegó a tener 18 millones de imágenes libres de regalías en su colección, cifra que crecería hasta 19 millones, el mes siguiente. En mayo, Shutterstock Images LLC anunció el Shutterstock Instant tool, herramienta que muestra imágenes en un mosaico entrelazado para aumentar la velocidad de visualización. Shutterstock Instant se lanzó bajo los auspicios de los recién formados Laboratorios Shutterstock, que desarrolla herramientas e interfaces para Shutterstock, entre otros proyectos. Además, en mayo de 2012, Shutterstock solicitó una oferta pública inicial en la Bolsa de Nueva York, que se completó el 17 de octubre de 2012 bajo el símbolo SSTK. En noviembre de 2012, Shutterstock lanzó un iOS aplicación universal para iPhone e iPad, entre otros dispositivos.
En marzo de 2013, Shutterstock, Inc. anunció Spectrum, una nueva herramienta "de descubrimiento de imagen". En ese momento, Shutterstock tenía 24 millones de fotos, vectores e ilustraciones sujetos a licencia en su repertorio. Shutterstock lanzó Skillfeed en junio de 2013, un mercado en línea basado en suscripciones para conectar a los creadores de vídeos instructivos con los consumidores. En agosto de 2013, Shutterstock y Facebook anunciaron una asociación para integrar la biblioteca de Shutterstock con el creador de ads de Facebook, permitiendo a los empleados seleccionar imágenes de Shutterstock para sus anuncios. En ese momento, Shutterstock estaba disponible en 20 lenguas, que incluían: tailandés, coreano, francés, italiano, portugués, español, alemán, ruso, chino, y japonés.

### Offset y nuevas asociaciones (2013-2014)
En septiembre de 2013, Shutterstock lanzó Offset, el mercado que prioriza fotos de altas comisiones de artistas establecidos. Unos cuantos meses más tarde, lanza su primera aplicación para Android. En octubre de 2013, Shutterstock abrió sus oficinas en Berlín, Alemania. Al mismo tiempo, Shutterstock declaró tener una red de 750,000 clientes, 30 por ciento de los cuales provenían de Europa. En otoño del 2013, las acciones de Shutterstock habían alcanzado un valor de mercado de $ 2.5 mil millones, mientras que sus ingresos eran de USD $235 millones.
En marzo de 2014, Shutterstock adquirió Webdam, un software proveedor de administración de ventaja digital en línea. Ese mismo mes, Shutterstock reubicó su sede en el Empire State Building. En mayo de 2014, Shutterstock y Salesforce se asociaron para integrar la colección de imágenes de Shutterstock al estudio social de Salesforce. En julio de 2014, Shutterstock lanzó su Herramienta de Paleta, una "multi-herramienta de descubrimiento de imagen de color." El 2 de septiembre de 2014, Shutterstock anunció haber superado la cantidad de 2 millones de vídeo clips. Poco después reveló una aplicación nueva, diseñada para ayudar a los colaboradores a cargar y categorizar sus fotos. En el 2014, los ingresos de Shutterstock eran de $328 millones, con un aumento de 39% con respecto al 2013. En 2014, Shutterstock pagó "alrededor de $83 millones a sus aproximadamente 80,000 colaboradores."

### Últimos desarrollos (2015-2016)
En enero de 2015, Shutterstock adquirió Rex Features, la agencia independiente de prensa de foto más grande de Europa, y PremiumBeat, un repertorio de música y de servicio de efectos de sonido. Se estima que la adquisición de Rex fue de un coste de aproximadamente $33 millones, mientras que PremiumBeat fue valorado en $32 millones. En junio de 2015, Penske Media Corporation formó una asociación con Shutterstock para crear y licenciar imágenes de entretenimiento y moda. Según los términos del contrato, en 2016 Shutterstock tendría derecho exclusivo y licencia para el archivo de PMC, que incluía revistas tales como Variety, Women's Wear Daily, y Fecha límite. Crain escribió que con la asociación, "Shutterstock, un proveedor de música e imágenes, está entrando en el mundo de la moda y pasarelas de alfombra roja—y tomando un proveedor clave, de moda y fotos de entretenimiento, y vídeo, está dando un paso adelante de su archirrival, Getty Images."
Por marzo de 2016, la compañía contaba con "alrededor de 100,000 colaboradores," con aproximadamente 70 millones de imágenes y 4 millones de vídeo clips disponibles, para licenciar y vender. Ese mes, Shutterstock anunció que distribuiría material de la Associated Press en los Estados Unidos, con un contrato de una duración de 3 años y con una aportación de 30 millones de fotos y alrededor 2 millones de vídeos. Las fotos esperaban ser publicadas en abril. Según Entrepreneur, Shutterstock también tuvo una "base de clientes activa, de 1.4 millones de personas en 150 países."

## Instalaciones y personal
Shutterstock posee su sede en el callejón de Silicio de la Ciudad de Nueva York. En octubre de 2013 Shutterstock abrió su sede europea nueva en Berlín, Alemania, en el Kulturbrauerei; y por marzo de 2014, Shutterstock abrió oficinas adicionales en Ámsterdam, Chicago, Denver, Londres, Montreal, París y San Francisco. Después de mantener su sede de Nueva York en una oficina de Wall Street por varios años, en marzo de 2014 Shutterstock se reubica en Empire State Building. Según Inc., la oficina fue seleccionada con el objetivo de reducir el tiempo de viaje para los empleados de Nueva York. La nueva ubicación fue construida sin oficinas privadas, al contrario, en cambio se crearon 23 habitaciones "pop-in" (de visita) para conferencias y reuniones privadas para cuando fuesen necesarias.
Después de su fundación en 2003, con Jon Oringer como único empleado de la empresa, en el 2007 el equipo de Shutterstock creció a 30 personas. En 2010 Oringer contrató a Thilo Semmelbauer como Jefe de operaciones, el cual había trabajado anteriormente en Theladders.com y Weight Watchers. De 295 empleados en octubre de 2013, para 2016 la empresa ya contaba con un total de 700 empleados. En 2014, Fast Company publicó un artículo que presentaba a Shutterstock como un ejemplo de un exitoso "intrapreneur"-empresa confiable, promocionando a los "hackathons" de la compañía, para fomentar la creatividad de personal. Fast Company explica , "el beneficio más obvio del intrapreneurship es la capacidad de buscar más oportunidades, lo que permite a Shutterstock probar los límites y experimentar con productos derivados que pueden evitar que su base de consumidores central recurra a un competidor para satisfacer sus necesidades."

## Modelo empresarial
Shutterstock licencia medios para la descarga en línea en nombre de fotógrafos, diseñadores, ilustradores, videógrafos y músicos, manteniendo una colección de alrededor 90 millones de fotos libres de regalías, gráfico vectorial, e ilustraciones. Shutterstock también posee alrededor de 4 millones de vídeo clips y clips musicales en su portafolio. Actualmente Shutterstock posee varios modelos de pago. En 2012 The Atlantic escribió que Shutterstock "fue pionero en el enfoque de suscripción a las ventas de fotos, lo que permite a los clientes descargar imágenes a granel en lugar de à la carte" The Atlantic, además, escribió que Shutterstock es "una comunidad de web del mismo modo que lo sería un Facebook o un Twitter o un Pinterest, cuyo valor depende casi por completo del entusiasmo de sus colaboradores."
Con posibles contribuyentes que pueden postularse al sitio de forma gratuita, Shutterstock tiene un equipo de revisores "encargados de garantizar la consistencia y la calidad editorial". A partir de 2016, si se acepta una de las diez fotografías de un fotógrafo, se convierte en colaborador de Shutterstock. A partir de 2011, solo alrededor del 20 por ciento de los solicitantes fueron aprobados, y "menos del 60 por ciento de todas las imágenes cargadas por los contribuyentes aprobados finalmente se colocaron en el sitio". Una vez aprobados, los contribuyentes pueden comenzar a cargar su trabajo a través del sitio web. Proporcionan palabras clave, clasifican las imágenes y las envían a la "cola de inspección", donde se examinan las imágenes en busca de leyes de calidad, utilidad y derechos de autor y marcas comerciales. Cada vez que se descarga una imagen, el fotógrafo recibe una tarifa plana. Explica VICIO, "los fotógrafos conservan los derechos de autor sobre sus imágenes, pero Shutterstock tiene permiso completo para comercializar, mostrar y licenciar la imagen a los clientes en su sitio sin la aprobación final del fotógrafo". A partir de marzo de 2015, los contribuyentes agregaron alrededor de 50,000 nuevas imágenes diariamente, y, para entonces, Shutterstock había pagado alrededor de $250 millones a los contribuyentes desde su fundación. En 2014, pagó $80 millones a los contribuyentes.

## Productos

### Shutterstock Película y Música
Shutterstock comenzó a vender vídeos en febrero de 2006. Shutterstock Footage funciona de manera similar a su repertorio de imágenes, ofreciendo videoclips por suscripción o por clip. A partir de 2014, Shutterstock Footage contenía alrededor de 2 millones de videoclips libres de derechos de autor. Shutterstock Music debutó más tarde, con nuevos contenidos enviados por los contribuyentes.

### Shutterstock Aplicaciones
Shutterstock Para iPad fue lanzado en noviembre de 2011, y en mayo de 2012 la aplicación recibió un Premio Webby por la Voz de las Personas, en la categoría de aplicaciones de Tablet para utilidades públicas y servicios. A Shutterstock Para iPad le siguió el lanzamiento de una aplicación universal para iOS en 2012, el cual en 2013 habría sido descargado 650,000 veces. La aplicación universal para iOS originalmente carecía de la capacidad de descargar imágenes, función que sería añadida posteriormente. La aplicación también incluía características nuevas para Shutterstock, incluyendo la capacidad de filtrar búsquedas de imagen por color. En 2013 Shutterstock lanzó una aplicación para Android, y, más tarde, en septiembre de 2014, Shutterstock creó otra aplicación dedicada a sus colaboradores, disponible para iOS y Android. La aplicación permitía a sus colaboradores subir, añadir palabras clave y categorizar imágenes nuevas.

### Laboratorio de Shutterstock
En 2012, Shutterstock lanzó Shutterstock Laboratorios, un laboratorio para "productos y herramientas exploratorias." En mayo de 2012, Shutterstock Imágenes LLC anunció el Shutterstock Instant Tool, el cual, según la compañía, estaba inspirado en Shutterstock para iPad. La interfaz muestra imágenes en una vista de mosaico entrelazada, lo que permite a los usuarios ver más fotos en menos tiempo. Shutterstock Instant se abrió al público en la página web oficial del Laboratorio de Shutterstock. El prototipo de la herramienta de búsqueda Spectrum se lanzó el 21 de marzo de 2013. Con el desarrollo interno de Shutterstock Labs, la herramienta "indexa datos de hexagramas para generar resultados de búsqueda por color". En julio de 2014, Shutterstock lanzó Palette, herramienta que permite a los usuarios agregar colores a los términos de búsqueda, además de las palabras clave.

### Offset
En septiembre de 2013, Shutterstock lanzó Offset, el mercado que prioriza fotos de altas comisiones de artistas establecidos. Descrito como un "servicio de imágenes de alta gama", el mercado de las fotografías es operado por una empresa independiente, que a su vez es propiedad de Shutterstock. Explica Fast Company en 2014, Offset "fue creado para atender las necesidades adyacentes de clientes existentes que buscaban imágenes premium para vallas publicitarias, portadas de libros y señalización de alto perfil por una fracción del costo de una sesión fotográfica personalizada". En su lanzamiento, Offset tenía 45,000 imágenes de alrededor de 100 artistas y editores como National Geographic.

### Computer vision
Shutterstock ha desarrollado una serie de herramientas que utilizan una "red neuronal convolucional" que creó con el objetivo de ayudar con la tecnología de búsqueda de imágenes inversas. La red es "esencialmente un sistema de computadora que está entrenado para reconocer imágenes, hay millones de elementos específicos, como gatos, bicicletas, el cielo nocturno, y saca las fotos más relevantes". La red recibió el nombre de Computer Vision por parte de Shutterstock, y "descompone los componentes clave de una foto numéricamente, extrayendo de sus datos de píxeles en lugar de los metadatos extraídos de esas etiquetas y palabras clave".

"Así que muchas bases de datos de imágenes llenan esas lagunas con el comportamiento del usuario. Si las personas que buscan las palabras 'bicicleta' y 'valla' descargan una imagen en particular con más frecuencia, esa probablemente contenga esas dos cosas ... Computer Vision (como el de Shutterstock) puede cambiar todo eso al eliminar la necesidad de palabras clave en primer lugar. Usando una serie de algoritmos, un modelo puede examinar progresivamente cada píxel en una imagen para seleccionar diferentes características: el color, las formas, la nitidez de los ángulos. Cada cálculo es una capa de la red de aprendizaje profundo."

Popular Science (Marzo 10, 2016)

El 10 de marzo de 2016, Shutterstock lanzó su herramienta de búsqueda de imágenes inversas. Según Entrepreneur, con la herramienta "los usuarios pueden subir una imagen, ya sea de Shutterstock u otra fuente, y la herramienta detectará imágenes que se parecen y tienen una sensación similar a la foto original". La búsqueda de imágenes inversa permite a los usuarios no solo buscar por palabras clave, sino también encontrar imágenes basadas en "esquemas de colores, estado de ánimo o formas". Ese mismo mes, Shutterstock también presentó sus herramientas de búsqueda y descubrimiento similares, con la opción de "búsqueda similar" que se encuentra debajo de las fotos en el sitio web de Shutterstock.